# 福龍號魚雷艇

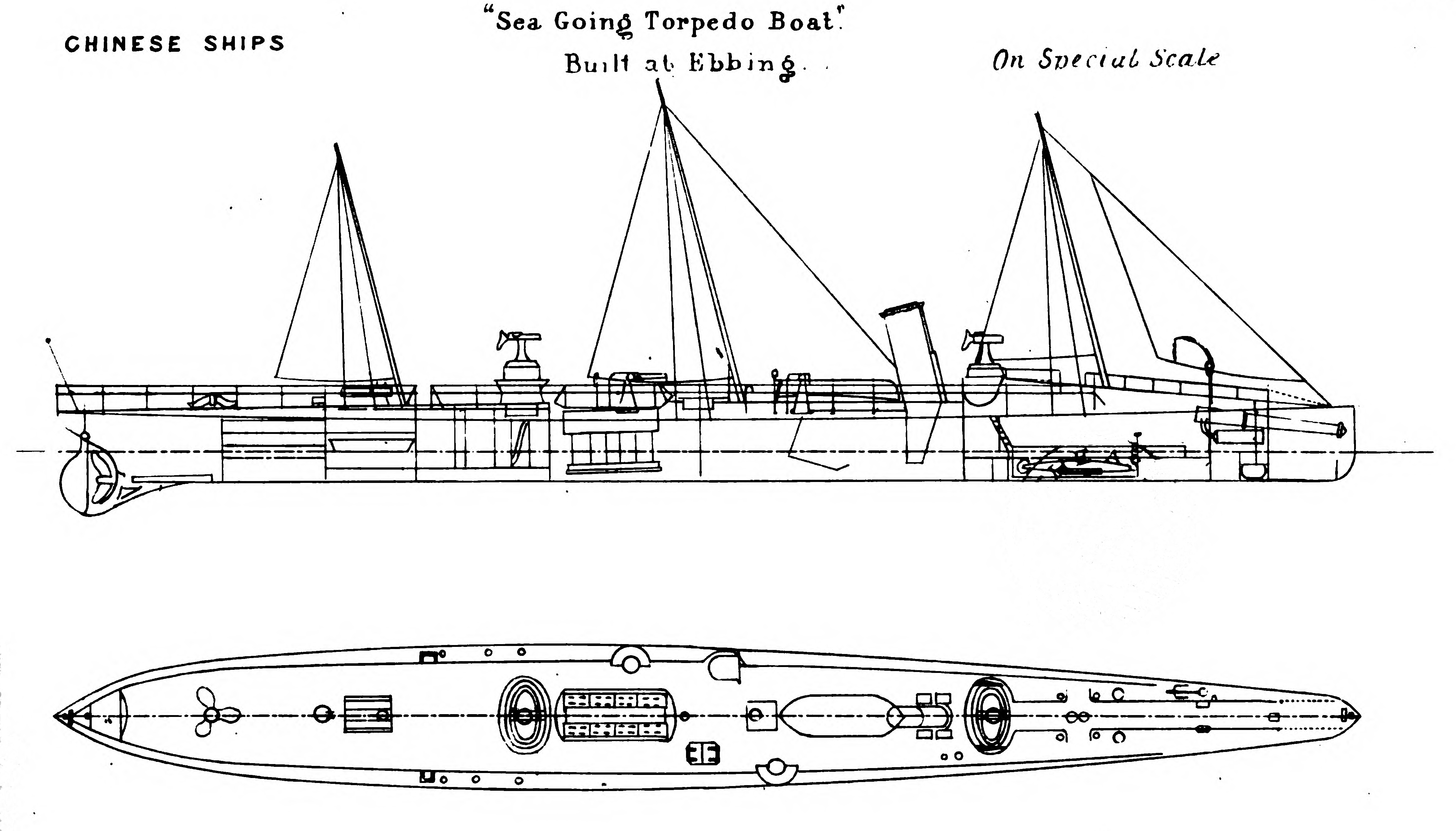
設計示意圖

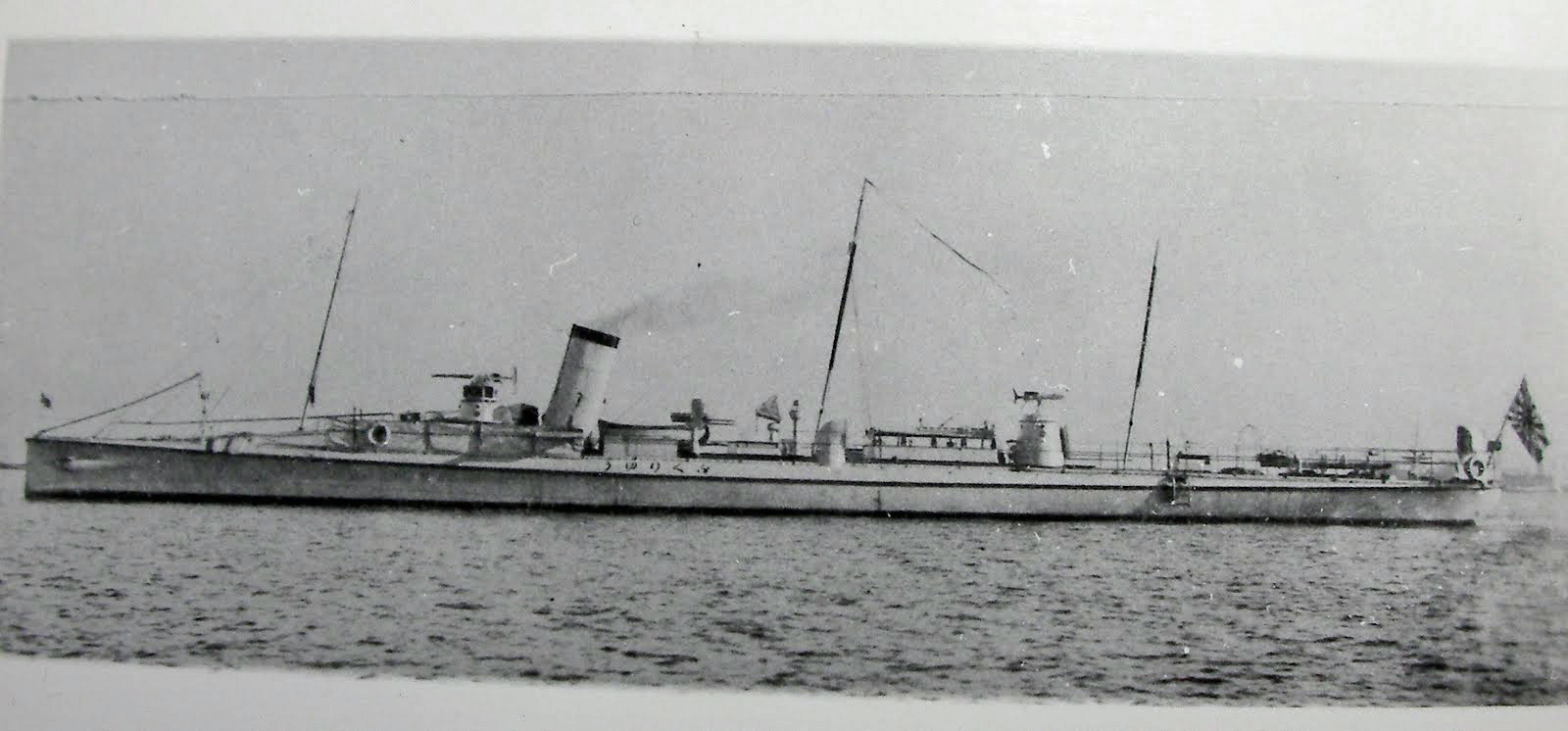
1901年的福龍號

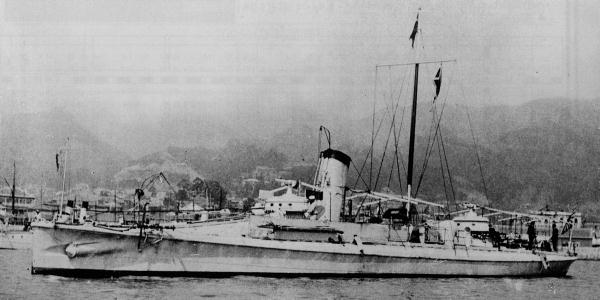
1900年左右的福龍號

福龍號魚雷艇是一艘由德國的碩效造船廠為清朝海軍建造的魚雷艇。該船是由福建水師訂購，於1886年（光緒十二年）下水，是清朝當時最大的魚雷艇，1890年（光緒十六年）改隸北洋水師。該船在甲午戰爭中由蔡廷幹任管帶，參加了黃海海戰，後來於1895年在威海衛海戰中逃出威海，被日軍俘虜。
該船在日本帝國海軍仍然稱為福龍，在日俄戰爭中是日本第三艦隊的第5魚雷艇隊的旗艦，任務是警戒巡邏，戰後一直服役到1908年被出售拆解。